# Microtityus pusillus
Espèce
Microtityus pusillus est une espèce de scorpions de la famille des Buthidae.

## Distribution
Cette espèce est endémique de Cuba.

## Publication originale
- Teruel & Kovařík, 2012 : Scorpions of Cuba. Jakub Rolcik - Clarion Production, p. 1-232.